# Cooma (cratera)
Cooma é uma cratera marciana. Tem como característica 17.3 quilômetros de diâmetro. Deve o seu nome a Cooma, uma pequena cidade em Nova Gales do Sul, na Austrália.